# 탤벗 제도
탤벗 제도(Talbot Islands)는 오스트레일리아 퀸즐랜드주에 있는 토레스 해협 제도의 한 군도이다. 이 섬들은 오스트레일리아 본토와 뉴기니섬 사이에 있으며, 사아바이섬, 토레스 해협에서 서쪽으로 몇 킬로미터 떨어져 있고, 마이 쿠사강 어귀에 있는 파푸아뉴기니 본토에서 불과 4km밖에 떨어져 있지 않다.
탤벗 제도에는 5개의 명명된 섬과 약 6개의 작은 섬이 있다.
- 보이구섬
- 모이미섬
- 아우부시섬
- 모에기나 카와
- 아이메르무드

보이구섬만이 유인도이다. 보이구는 오스트레일리아의 최북단 정착지이다. 최북단 섬인 모이미섬은 1978년 토레스 해협 조약에서 뉴기니섬의 일부로 인정되었으나 오래된 지도에는 오스트레일리아의 일부로 표시된 쿠사섬에서 불과 4km 떨어져 있다. 쿠사섬과 근처의 작은 아티안 마자, 야페리(바페레)섬들도 마이 쿠사강 어귀에 위치하며, 지리적으로는 이 군도의 일부이다. 카와이 제도(카와섬, 카로바일로 카와섬, 아다바다나 카와섬, 마타 카와섬) 또한 서쪽/서북서쪽으로 9km 더 떨어진 와시 쿠사강 어귀 근처에 위치하며, 이 섬들은 1978년 조약 이후로 파푸아뉴기니의 일부가 되었다.
스트라찬섬은 와시 쿠사강과 마이 쿠사강 사이에 있는 큰 강섬으로, 남쪽 해안은 토레스 해협과 접하지만 탤벗 제도나 토레스 해협 제도의 일부는 아니다. 이곳은 유인도이다.
탤벗 제도와 사아바이섬, 다우안섬은 토레스 해협 제도의 최서부 섬으로 알려져 있다.